# 三妻站
三妻站（日语：／ Mitsuma eki */?）是位於茨城縣常總市三坂町1672號，關東鐵道的常總線車站。

## 概要
此站是常總市（水海道地區）北部，鄰近觀櫻勝地「吉野公園」。

### 在此站行走的運行形態
- 上行（水海道、守谷、取手方向）
  - 日間每小時設有2班普通列車（前往取手，部分前往守谷）停靠。部分列車可在水海道轉乘另一架前往取手[注釋 1][4]。
- 下行（石下、下妻、下館方向）
  - 日間每小時設有2班普通列車（前往下館）停靠，晚間設有前往下妻的班次[4]。

## 歷史
- 1913年（大正2年）11月1日 - 常總鐵道（日语：常総鉄道）車站啟用[1]。
- 1945年（昭和20年）3月30日 - 與筑波鐵道（第一代）（日语：筑波鉄道 (初代)）合併，成為常總筑波鐵道（日语：常総筑波鉄道）車站[1]。
- 1965年（昭和40年）6月1日 - 與鹿島參宮鐵道（日语：鹿島参宮鉄道）合併，成為關東鐵道車站[1]。
- 2009年（平成21年）3月14日 - 此站可以使用IC卡PASMO[1]。

## 車站構造

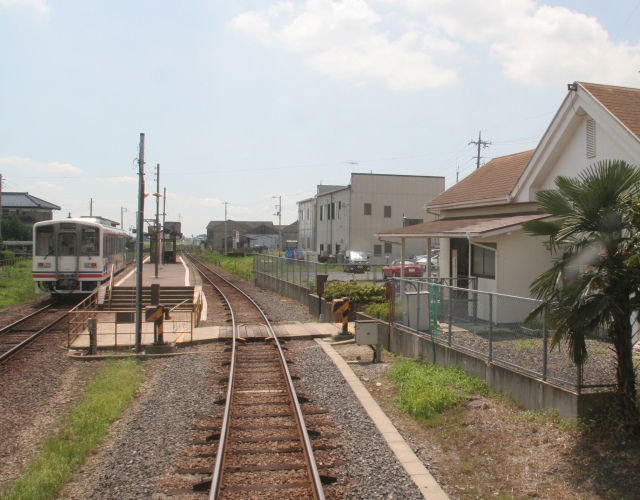
月台（2007年8月12日）

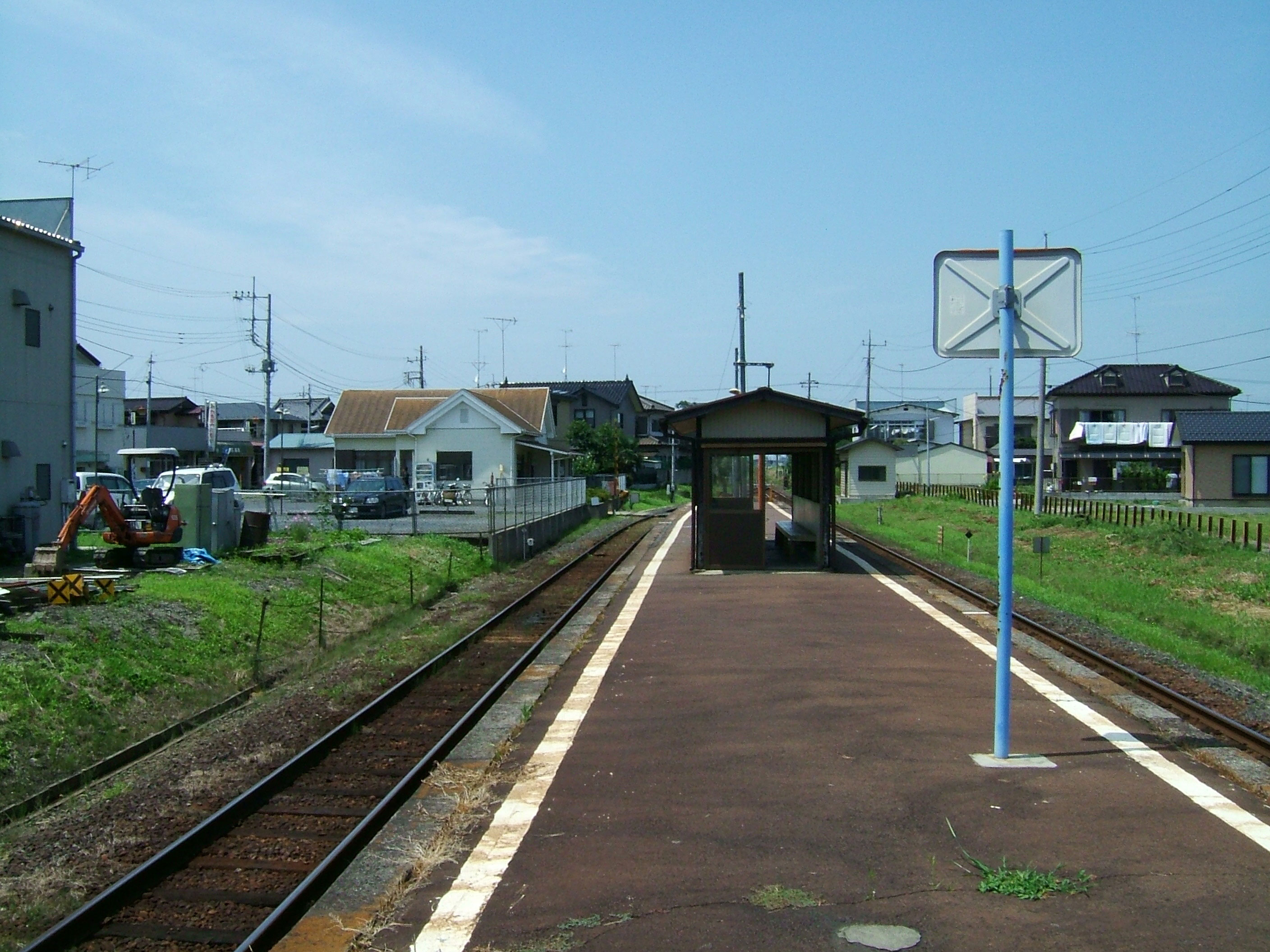
月台

此站是地面車站，設有1面2線的島式月台。此站是委託車站。月台靠近下館一方設有站內平交道。在月台上設有候車室。車站前後為單線區間，可進行列車交會。
車站大樓內設有社宅。

### 月台
| 月台 | 路線    | 方向           |
| ---- | ------- | -------------- |
| 1    | ■常總線 | 守谷、取手方向 |
| 2    | ■常總線 | 下妻、下館方向 |

## 使用狀況
以下為近年乘車人次變化。
| 乘車人員變化 | 乘車人員變化 |
| 年度         | 1日平均人次  |
| ------------ | ------------ |
| 2005         | 136          |
| 2006         | 140          |
| 2007         | 138          |
| 2008         | 119          |
| 2009         | 107          |
| 2010         | 119          |
| 2011         | 112          |
| 2012         | 112          |
| 2013         | 114          |
| 2014         | 115          |
| 2015         | 105          |
| 2016         | 98           |
| 2017         | 108          |
| 2018         | 101          |

## 車站周邊
- 三妻商店街
- 常總市立三妻小學
- 常總市立鬼怒中學
- 三坂郵局
- 關東鐵道 三妻電通區
- 金村別雷神社（日语：金村別雷神社）
- 首都圈中央連絡自動車道（圈央道） 常總交匯處（日语：常総インターチェンジ）

## 相鄰車站
關東鐵道
■常總線
快速
通過
普通
中妻－三妻－南石下

## 注腳

## 外部連結
- 三妻站 | 車站案內 （页面存档备份，存于）（日語） - 關東鐵道